# Scopula nigrocingulata
Scopula nigrocingulata là một loài bướm đêm trong họ Geometridae.